# Żarów
Żarów [ˈʒaruf], tyska: Saarau, är en stad i sydvästra Polen, belägen i distriktet Powiat świdnicki i Nedre Schlesiens vojvodskap, 12 kilometer norr om distriktets huvudort Świdnica. Tätorten hade 6 874 invånare i juni 2014 och är centralort i en stads- och landskommun med totalt 12 619 invånare.

## Historia
Byn omnämns första gången i skriftliga källor år 1290 och var en by tillhörande hertigdömet Świdnica. 1368-1742 tillhörde orten kungariket Böhmen, från början av 1500-talet därmed även Habsburgmonarkin. Genom Österrikiska tronföljdskriget blev orten 1742 del av kungadömet Preussen, från 1815 som del av provinsen Schlesien. Under den tyska epoken var orten främst känd under sitt tyska namn, Saarau. Fram till mitten av 1800-talet var orten en lantlig by, med endast ett par hundra invånare.
1843 drogs järnvägen mellan Breslau och Freiburg in Schlesien genom trakten. I samband med byggnadsarbetena upptäcktes kolfyndigheter, och 1847 öppnades ett brunkolsbrott. I den närbelägna orten Laasan (nuv. Łażany) anlades 1850 ett industriområde med metall-, kemi- och maskinindustrier, samt brytning av blå- och vitlera och brunkol. 1939 slogs Laasan administrativt ihop med Saarau.
Efter andra världskriget kom orten 1945 att bli del av Polen genom Potsdamöverenskommelsen, och den tyska befolkningen tvångsförflyttades västerut. Staden döptes av de polska myndigheterna officiellt om till Żarów, och under decennierna efter kriget återbefolkades staden av polska bosättare och flyktingar från de tidigare polska områdena öster om Curzonlinjen. År 1954 erhöll Żarów stadsrättigheter.

## Kommunikationer
Żarów har en järnvägsstation på linjen mellan Wrocław och Wałbrzych, som trafikeras av regionaltåg.

## Vänorter
Żarów har följande vänorter:
- Nymburk, Tjeckien
- Újfehértó, Ungern
- Lohmar, Tyskland

## Kända invånare
- Klaus von Beyme (född 1934), statsvetare.
- Zbigniew Chlebowski (född 1964), politiker för Medborgarplattformen, borgmästare i Żarów 1990-2001.